# عمر شلايل
عمر محمود خضر شلايل ويُكنى أبو رجائي (1945 في يبنا - 2 ديسمبر 2017 في غزة) دبلوماسي، وسياسي ومهندس مدني فلسطيني.

## حياته
وُلد شلايل في عام 1945 لأسرة فلسطينية تسكن في قرية يبنا في قضاء الرملة. هجرتهم العصابات الصهيونية عام 1948 ولجئوا إلى مدينة جباليا. تلقى تعليمه الأساسي والإعدادي في مدارس الأونروا والثانوي في مدرسة فلسطين الثانوية بمدينة غزة.
حصل على درجة البكالوريوس في الهندسة المدنية عام 1970 من جامعة الإسكندرية. وكان خلال دراسته رئيسًا للاتحاد العام لطلبة فلسطين في الجامعة بين عامي 1968 و1969، وانضم خلالها إلى حركة فتح.
درس العلوم السياسية في جامعة الخرطوم، وحصل على شهادة الماجستير عام 1999، وشهادة الدكتوراه عام 2004.

## الحياة العملية
كان أمينًا لسر حركة فتح في إقليم ليبيا بين عامي 1975 و1983 وقائمًا بأعمال مدير مكتب منظمة التحرير الفلسطينية بين عامي 1980 و1983.
في 29 أكتوبر 1983، طلبت ليبيا من ممثل منظمة التحرير الفلسطينية مغادرة ليبيا.
انتقل للعمل لدى هيئة التعبئة والتنظيم في تونس بين أعوام 1983 و1985. صار عضوًا في المجلس الوطني الفلسطيني في عام 1984. عُين سفيرًا فوق العادة لمنظمة التحرير الفلسطينية لدى السودان في عام 1985 واستمر في المنصب حتى عام 2006. كما كان رئيسًا للمجلس الأعلى للمهندسين الفلسطينيين بين عامي 1986 و1995.
في 11 فبراير 2006، نُقل للعمل في مقر وزارة الشؤون الخارجية. ومُددت خدماته حتى 25 فبراير 2007.
درّس في جامعة الزعيم الأزهري في السودان، وفي جامعة الأزهر وجامعة فلسطين بقطاع غزة.

## وفاته
تُوفي في 2 ديسمبر 2017 في مدينة غزة ودُفن فيها.